# Parafia św. Jakuba Starszego Apostoła w Wiśle Małej
Parafia św. Jakuba Starszego Apostoła w Wiśle Małej – katolicka parafia w dekanacie pawłowickim.
Do parafii należy zabytkowy drewniany kościół zbudowany w latach 1775-82. Kościół znajduje się na Szlaku Architektury Drewnianej województwa śląskiego.

## Historia
Parafia po raz pierwszy wzmiankowana została w spisie świętopietrza parafii dekanatu Oświęcim diecezji krakowskiej z 1326 pod nazwą Visla i ponownie w 1327. Powstała w czasie kolonizacji na przełomie XIII i XIV wieku. W kolejnych spisach świętopietrza z lat 1346 – 1358 występuje w zapisach Visla, Wisla, Vissla, Wislao. Około 1350 roku powstał dekanat Pszczyna, który podlegał diecezji krakowskiej do 1821 roku, kiedy to na mocy bulli papieża Piusa VII De salute animarum z 17 lipca przyłączony został do diecezji wrocławskiej.
W listopadzie 1598 wizytacji kościelnej (pierwszej po soborze trydenckim) dekanatu pszczyńskiego dokonał archidiakon krakowski Krzysztof Kazimirski na zlecenie biskupa Jerzego Radziwiłła. Według sporządzonego sprawozdania kościół w Villa Wisła Niemieczka znajdował się w rękach luterańskich.

## Proboszczowie[7]
- ks. Karol Hübner (1910-1960)
- ks. Kazimierz Wala administrator (1960-1970)
- ks. Krystian Wuttke (1970-1986)
- ks. Walerian Szendzielorz (1986-1991)
- ks. Adam Zowada administrator (1991)
- ks. Ignacy Widera (1991-2008)
- ks. Grzegorz Seweryn (2008-nadal)